# (33068) 1997 WO1
1997 WO1 (asteroide 33068) é um asteroide da cintura principal. Possui uma excentricidade de 0.10756340 e uma inclinação de 1.30729º.
Este asteroide foi descoberto no dia 21 de novembro de 1997 por Beijing Schmidt CCD Asteroid Program em Xinglong.